# Sucursal de la Caixa de Barcelona (Gràcia)
La Sucursal de la Caixa de Barcelona  és un edifici situat al carrer Gran de Gràcia de Barcelona, catalogat com a bé cultural d'interès local. Fou la sucursal número 3 de la Caixa d'Estalvis i Mont de Pietat de Barcelona, que el 1990 es va fusionar amb la Caixa de Pensions, actualment CaixaBank.

## Història
L'arquitecte August Font i Carreras ja havia projectat la seu de la Caixa d'Estalvis i Mont de Pietat de Barcelona a la plaça de Sant Jaume; una sucursal, a la vegada que Mont de Pietat de l'entitat, al carrer de l'Hospital, 149-155; i, posteriorment, una altra sucursal al carrer del Clot, 73.
El 1906, Font va rebre l'encàrrec de projectar la sucursal gracienca de l'entitat. La façana, resolta com l'edifici del Raval, és de pedra i d'estil clarament neomedieval, és l'únic element conservat del projecte arquitectònic original.

## Descripció
Consta de planta baixa i dos pisos i una torre de cinc pisos adossada a l'extrem esquerre del conjunt, cobert amb un terrat pla transitable.

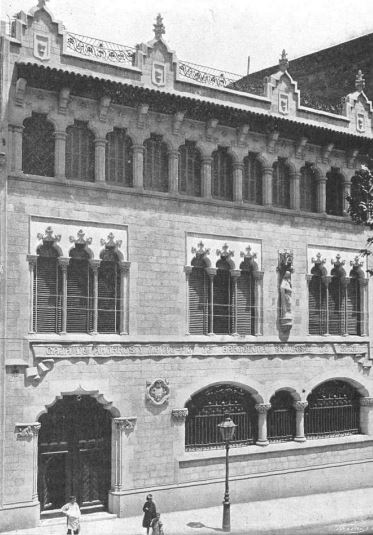
Any 1908

Construït íntegrament amb pedra de Montjuïc, destaca la presència d'elements procedents de la tradició constructiva medieval catalana, com les finestres coronelles del primer pis o la solana de l'últim nivell. Tot i així, aquests elements no són fidels a les formes tradicionals sinó que van ser reinterpretades per l'arquitecte, oferint al conjunt un aspecte goticitzant.
La torre, coberta a quatre vessants, presenta a la planta baixa la porta d'accés a l'escala; es tracta d'una porta amb llinda mixtilínia i muntants esculpits, tot destacant les impostes, on es representen dues figures femenines acompanyades d'elements vegetals. Coronada per l'escut de Barcelona, la planta baixa se separa del següent pis a través d'una imposta motllurada, nivell al que es localitza una fornícula a manera de finestra on es disposa una imatge de la Verge. El segon pis s'obre al carrer a través d'una finestra de llinda mixtilínia i, finalment a sobre d'aquest l'esfera del rellotge. La torre es clou amb una gran cornisa sobre permòdols a sobre de la qual es desenvolupa l'últim pis de la construcció; un seguit de finestres entre columnes configuren una galeria correguda que envolta la torres pels quatre costats.
A la planta baixa hi ha l'accés a les actuals oficines de CaixaBank, amb una porta central flanquejada per dues parelles de finestres amb grans arcs sobre columnetes que reposen damunt d'un sòcol alt. Aquesta planta baixa se separa del primer pis a través d'una cornisa esculpida on apareix escrit: «Caja de Ahorros y Montepío de Barcelona. Sucursal de Gracia». Al primer s'hi obren tres finestres coronelles d'inspiració medieval però reinterpretades tant pel que fa a la forma de la llinda com la decoració vegetal que presenta. Finalment, al segon i darrer pis es desenvolupa una galeria que recupera les solanes medievals i reinaxentistes amb arcs mixtilinis sobre columnes. A sobre d'aquest nivell es disposa el ràfec i la barana del terrat; aquesta última amb elements motllurats a manera de merlets, es presenta decorada amb elements ceràmics i de ferro.